# جان كالفن

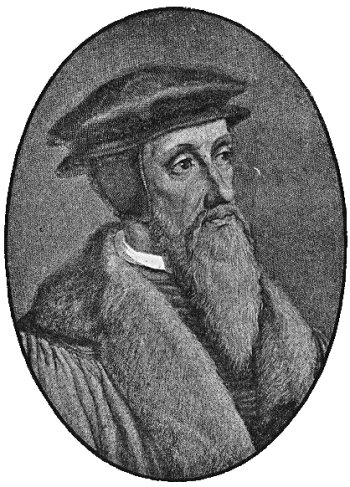
جون كالفِن (1509-1564)

جان كالفن (بالإنجليزية: John Calvin – بالفرنسية: Jean Calvin) (وُلد باسم جيان كوفان، 10 يوليو 1509 – 27 مايو 1564)، كان عالم لاهوت وقس ومصلح فرنسي في جنيف خلال حركة الإصلاح البروتستانتي. وكان من المساهمين الرئيسيين في تطوير المنظومة اللاهوتية المسيحية التي دُعيت فيما بعد بـ «الكالفينية»، والتي تتناول تعاليمها القدر والملكوت المطلق لله في تخليص روح الإنسان من الموت واللعنة الأبدية، وتأثر كالفن في تعاليمه هذه بالتقاليد الأوغسطينية والمسيحية الأخرى وبنى عليها. وقد انتشرت العديد من الكنائس الأبرشانية والإصلاحية والمشيخية، التي تنظر إلى كالفن على أنه المفسر الرئيسي لمعتقداتها، في أنحاء العالم.
كان كالفن كاتباً سجالياً ودفاعياً لا يكلّ، وقد أثار الكثير من الجدل، وتبادل الرسائل الودية والتشجيعية مع كثير من الإصلاحيين، من بينهم فيليب ملانكتون وهاينريش بولينغر. وبالإضافة إلى عمله المؤثّر الذي يحمل عنوان «تأسيس الديانة المسيحية»، كتب كالفن تفسيرات لمعظم الأناجيل والوثائق المعترف بموثوقيتها والعديد من أبحاث اللاهوت الأخرى.
تلقى كالفن في الأصل تعليمًا يعدّه كي يصبح محاميًا إنسانيًا. وانفصل عن الكنيسة الرومانية الكاثوليكية نحو عام 1530. وبعد ظهور التوترات الدينية وانتشارها بعنف فتاك ضد المسيحيين البروتستانت في فرنسا، فر كالفن إلى مدينة بازل السويسرية، حيث نشر في عام 1536 الطبعة الأولى من كتابه «تأسيس الديانة المسيحية». وفي العام نفسه، طوّع الفرنسيُ «ويليام فاريل» كالفن للانضمام إلى الحركة الإصلاحية في جنيف، حيث بات يلقي العظات بانتظام خلال أيام الأسبوع، لكن المجلس الحاكم للمدينة عارض تطبيق أفكارهما، وتعرض الرجلان كلاهما للنفي. وبدعوة من مارتن بوسر، انتقل كالفن إلى ستراسبورغ، حيث أصبح كاهن كنيسة للاجئين الفرنسيين. واستمر بتأييده للحركة الإصلاحية في جنيف، وفي عام 1541 دُعي من جديد ليترأس كنيسة المدينة.
عقب عودته، أدخل كالفن أشكالًا جديدة لإدارة الكنيسة والطقوس، رغم معارضة عدة عائلات قوية في المدينة حاولت أن تكبح نفوذه. وخلال هذه الفترة، وصل ميغيل سيرفيت إلى جنيف، وهو إسباني تبنى آراءً حول الثالوث المقدس كانت هرطوقية في نظر كل من الكاثوليك الرومان والبروتستانت، فتمت إدانته من قبل كالفن وأعدِم حرقًا بتهمة الهرطقة على يد مجلس المدينة. وبعد تدفق المزيد من اللاجئين الداعمين له وحدوث انتخابات جديدة في مجلس المدينة، أرغِم خصوم كالفن على التنحي. وأمضى كالفن سنواته الأخيرة يروّج للحركة الإصلاحية في جنيف وكل أنحاء أوروبا.

## بدايات العمل الإصلاحي (1536-1538)
في مارس 1536، نشر كالفن الطبعة الأولى من كتابه «تأسيس الديانة المسيحية»، وكان العمل عبارة عن أبولوجيا أو دفاع عن عقيدته وبيان حول الوضع المذهبي للإصلاحيين، وقصد منه كذلك أن يكون بمثابة كتاب إرشادات مبدئي لأي شخص مهتم بالعقيدة المسيحية. كان الكتاب أول تعبير عن نظريته اللاهوتية، ولقد طور كالفن العمل ونشر طبعات جديدة خلال حياته. بعد نشر الكتاب بوقت قصير، غادر كالفن بازل إلى فيرارا في إيطاليا، حيث شغل لفترة قصيرة وظيفة أمين سر لدى الأميرة رينيه الفرنسية. وبحلول يونيو كان قد عاد إلى باريس برفقة أخيه أنطوان، الذي كان يعمل على حل شؤون أبيهما. وعقب مرسوم كوسي، الذي منح فترةً محددةً بستة أشهر للمهرطقين كي يثوبوا إلى جادة العقيدة الكاثوليكية، قرر كالفن أنه لا يملك مستقبلًا في فرنسا. وانطلق في أغسطس إلى ستراسبورغ، التي كانت مدينة إمبراطورية حرة تابعة للإمبراطورية الرومانية المقدسة شكلت ملجأ للإصلاحيين. وبسبب المناورات العسكرية للقوات الإمبراطورية والفرنسية، أرغِم على التوجه إلى الجنوب، مما انتهى به إلى جنيف.
لم ينوِ كالفن أن يقيم أكثر من ليلة واحدة، لكن ويليام فاريل، وكان فرنسيًا إصلاحيًا يقيم في المدينة، ناشده بالبقاء ومساعدته في عمله لإصلاح الكنيسة هناك، مصرًا على أن هذا واجبه الديني. ولقد كتب كالفن، الذي وافق أن يبقى على مضض، فيما بعد قائلًا: «وقد سخّر فاريل، الذي كان يعمل بحماسة مذهلة لنشر الإنجيل، كل جهوده آنذاك لإبقائي في المدينة. وحين عرف أنني كنت عاقد العزم على أن أدرس سرًا في مكان منعزل ما، ورأى أنه لم يكسب شيئًا من التوسل، انحدر إلى اللعن، وقال إن الله سيلعن طمأنينتي لا محالة إن تقاعست عن تقديم العون في وقت حاجة ماسة مثل هذا. وإذ روعني كلامه، وفطنت إلى جبني، تخليت عن رحلتي وسعيت إلى استغلال كل ما حُبيت به من مواهب في الدفاع عن عقيدتي».
قبل كالفن دوره الجديد دون أي شروط مسبقة بشأن مهامه أو واجباته، والمنصب الذي تم تعيينه فيه أول الأمر غير معروف، لكنه مُنح في نهاية المطاف لقب «قارئ»، الذي يعني على الأغلب أنه كان بمقدوره تقديم محاضرات تفسيرية حول الإنجيل. وفي وقت ما من عام 1537، اختير ليصبح «قسًا» رغم أنه لم يتلقَ أي ترسيم كهنوتي. وللمرة الأولى، بدأ المحامي وعالم اللاهوت بمزاولة واجبات كهنوتية مثل المعمودية والزفاف والقداديس الكنسية.
خلال أواخر عام 1536، وضع فاريل مسودة لقانون إيمان، وكتب كالفن مقالات منفصلة عن إعادة تنظيم الكنيسة في جنيف. وفي 16 يناير 1537، قدم فاريل وكالفن عملهما المعنون بـ«مقالات حول تنظيم الكنيسة وطقوسها في جنيف» لمجلس المدينة. وصفت هذه الوثيقة أسلوب وتواتر احتفالاتهم بسر القربان المقدس، وسبب الحرمان الكنسي ومنهجه، وإلزامية الإقرار بقانون الإيمان، واستخدام الترتيل الجماعي في الطقوس الدينية، وتنقيح قوانين الزواج. وقبل المجلس بالوثيقة في اليوم نفسه.
ومع مرور أيام العام، بدأت سمعة كالفن وفاريل لدى المجلس تتراجع. فقد كان المجلس معارضًا لفرض الإقرار، إذ لم يكن قد أقر بقانون الإيمان هذا إلا بضعة مواطنين. وفي 26 نوفمبر، ناقش الكاهنان المجلس بحرارة حول هذه القضية. وعلاوة على ذلك، كانت فرنسا قد بدأت تبدي اهتمامًا بتشكيل حلف مع جنيف، وبما أن الكاهنين كانا فرنسيين فقد بدأ أعضاء المجلس يشككون بولائهما. وفي آخر المطاف، نشب خلاف كنسي سياسي كبير حين اقترحت مدينة برن، حليفة جنيف في مشروع إصلاح الكنائس السويسرية، تطبيق شكل واحد على الشعائر الكنسية، وقد تضمن أحد البنود استخدام خبز خال من الخميرة في تناول القربان المقدس. لم يكن في نية الكاهنين اتباع إمرة برن وماطلا استخدام الخبز المذكور ريثما تتسنى إقامة ملتقى سينودوس في زيورخ لاتخاذ القرار النهائي. وأمر المجلس كالفن وفاريل باستخدام خبز خال من الخميرة من أجل مناولة عيد الفصح، فرفضا إدارة العشاء الرباني خلال قداس الفصح احتجاجًا. وتسبب هذا بشغب خلال القداس وفي اليوم التالي، مما جعل المجلس يطلب من فاريل وكالفن مغادرة جنيف.
بعد ذلك ذهب فاريل وكالفن إلى برن وزيورخ للترافع عن قضيتهما. وألقى ملتقى سينودوس المبرَم معظم اللوم على كالفن لأنه لم يُظهر تفهمًا كافيًا نحو سكان جنيف، وطلب الملتقى من برن التوسط بهدف إرجاع الكاهنين إلى عملهما، غير أن مجلس جنيف رفض قبول الرجلين من جديد، فلجأا إلى بازل. في وقت لاحق، تلقى فاريل دعوة لترؤس الكنيسة في مدينة نوشاتيل، ودُعي كالفن لترؤس كنيسة للاجئين الفرنسيين في ستراسبورغ من قبل رائدَي الإصلاحيين في تلك المدينة، مارتن بوسر وفولفغانغ كابيتو. رفض كالفن الدعوة أول الأمر لأنها لم تتضمن فاريل، لكنه لان حين استعطفه بوسر. وبحلول شهر سبتمبر من عام 1538، كان كالفن قد بدأ بمزاولة أعمال منصبه الجديد في ستراسبورغ، متوقعًا يقينًا أن الأمر سيدوم هذه المرة. وبعد بضعة أشهر، تقدم بطلب مواطنية المدينة ومُنح إياها.

## النداء
كانوا أتباعه يؤمنون إيماناً شديداً بأن كل إنسان له عمل في الدنيا يقوده إلى مكانه في الأخرة.
وأطلقوا على هذا المبدأ اسم مبدأ "النداء"، أي أن لكل إنسان نداء في هذه الدنيا إذا لبّاه فهو سيقوده إلى تحقيق هدفه في بلوغ مكانة ترضي الله في الأخرة. وعلى الرغم من تغير الأحداث وانفصال الاقتصاد عن الدين في العالم الغربي اليوم إلا أن هذه هي جذوره.

## روابط خارجية
- جان كالفن على موقع الموسوعة البريطانية (الإنجليزية)
- جان كالفن على موقع إن إن دي بي (الإنجليزية)
- جان كالفن على موقع ديسكوغز (الإنجليزية)

## مواضيع ذات صلة
- الكالفينية